# Stadion am Hermann-Löns-Weg
Das Stadion am Hermann-Löns-Weg war ein Fußballstadion im Stadtteil Ohligs der nordrhein-westfälischen Stadt Solingen. Benannt wurde die Sportstätte nach der Straße, an der es sich befindet, die wiederum nach dem Schriftsteller Hermann Löns benannt ist. Es wurde 2010 geschlossen und im Herbst 2018 abgerissen. An seiner Stelle entstand bis Ende 2022 eine Wohnsiedlung.

## Geschichte
Das 1929 erbaute Stadion, an dem 1976 weitere Baumaßnahmen durchgeführt wurden, war bis zur Insolvenz die Heimspielstätte der Fußballvereine SG Union Solingen und 1. FC Union Solingen. Später nutzte der Verein OFC Solingen die Anlage samt Kunstrasen-Nebenplatz. Am 16. Februar 1985 wurde mit über 16.000 Besuchern beim Viertelfinalspiel im DFB-Pokal 1984/85 zwischen der SG Union Solingen und Borussia Mönchengladbach der Besucherrekord aufgestellt. Das letzte in der Anlage ausgetragene Spiel einer Profi-Mannschaft war das mit einer 0:4-Heimniederlage gegen den 1. FC Saarbrücken endende letzte Zweitligaspiel der SG Union Solingen vor ihrem Abstieg, das am 18. Juni 1989 stattfand. Im Juni 2006 wurde die Kapazität des Stadions auf 5.000 Zuschauer begrenzt, da eine städtische Begehung erhebliche Verstöße gegen die Versammlungsstättenverordnung zutage brachte.
Bis zum Jahr 2010 war das Stadion stark sanierungsbedürftig und aus Sicht der Stadt Solingen nicht mehr zeitgemäß, so dass es für den regulären Spielbetrieb geschlossen wurde. Zur Einsparung der laufenden Unterhaltungskosten im Rahmen der Haushaltskonsolidierung der Stadt wurde bereits 2010 der Abriss des Stadions beschlossen. Der Verein OFC Solingen nutzte ab 2011 nur noch den Kunstrasen-Nebenplatz des Stadions. Der Rückbau wurde jedoch immer wieder verschoben, u. a. aufgrund nötiger Verkehrsgutachten zur Auslastung des Hermann-Löns-Weg. Geplant war die Veräußerung des städtischen Grundstücks und die Errichtung von Wohnungen ab 2017. Im Mai 2017 beschloss der Stadtrat den Abriss des Stadions noch im Jahr 2017. Danach sollten dort rund 100 Wohneinheiten entstehen.
Nach weiteren Verzögerungen erfolgte der Abriss schließlich im Herbst 2018. Dazu begannen am 17. September 2018 die Arbeiten am Stadion. Aufgrund von Belastungen durch Gebäudeschadstoffe, wie Asbest in der Dachkonstruktion, wurden die Arbeiten Schritt für Schritt durchgeführt. Umliegende Gebäude des ehemaligen städtischen Bauhofs wurden abgerissen und der Bauschutt auf Schadstoffe untersucht. Des Weiteren wurden die Kassenhäuschen am Stadion abgebaut. Der Rückbau der Haupttribüne erfolgte, nachdem die asbesthaltigen Dachplatten entfernt wurden. Auch der Kunstrasen wurde fachgerecht abgetragen. Im letzten Schritt wurden Mitte Oktober 2018 die vier Flutlichtmasten mit mehr als 30 Metern Höhe durch eine Fachfirma niedergelegt.
Auf dem Gelände des ehemaligen Stadions entstand bis Ende 2022 eine Wohnsiedlung unter dem Projekttitel Heimspiel. Dabei entstanden zwei freistehende Einfamilienhäuser, 36 Doppelhaushälften, 28 Reihenhäuser sowie sechs Mehrfamilienhäuser. Die ersten Neubauten auf dem Gelände des ehemaligen städtischen Betriebshofes konnten Anfang 2020 bezogen werden. Als Erinnerung an das Stadion wurde eine Baumreihe hinter der Gegentribüne erhalten, um einen grünen Korridor in der zukünftigen Siedlung zu bilden. Darüber hinaus erhielt die Erschließungsstraße der Siedlung den Namen Am alten Stadion. Der Ersatzneubau eines Kunstrasenplatzes erfolgte im Josefstal in Aufderhöhe.

## Kapazität und Ausstattung
Das in Fan-Kreisen HLW genannte, 16.000 Zuschauer fassende Stadion verfügte über eine überdachte Sitzplatztribüne auf der Geraden. Die restliche Spielfeldumfassung bestand aus flachen, mit Stufen versehenen, nicht überdachten Stehwällen. In den 1980er Jahren wurde eine Flutlichtanlage errichtet, die jedoch seit 2009 infolge eines zu ersetzenden Notstromaggregats nicht mehr betrieben werden durfte.

## Galerie

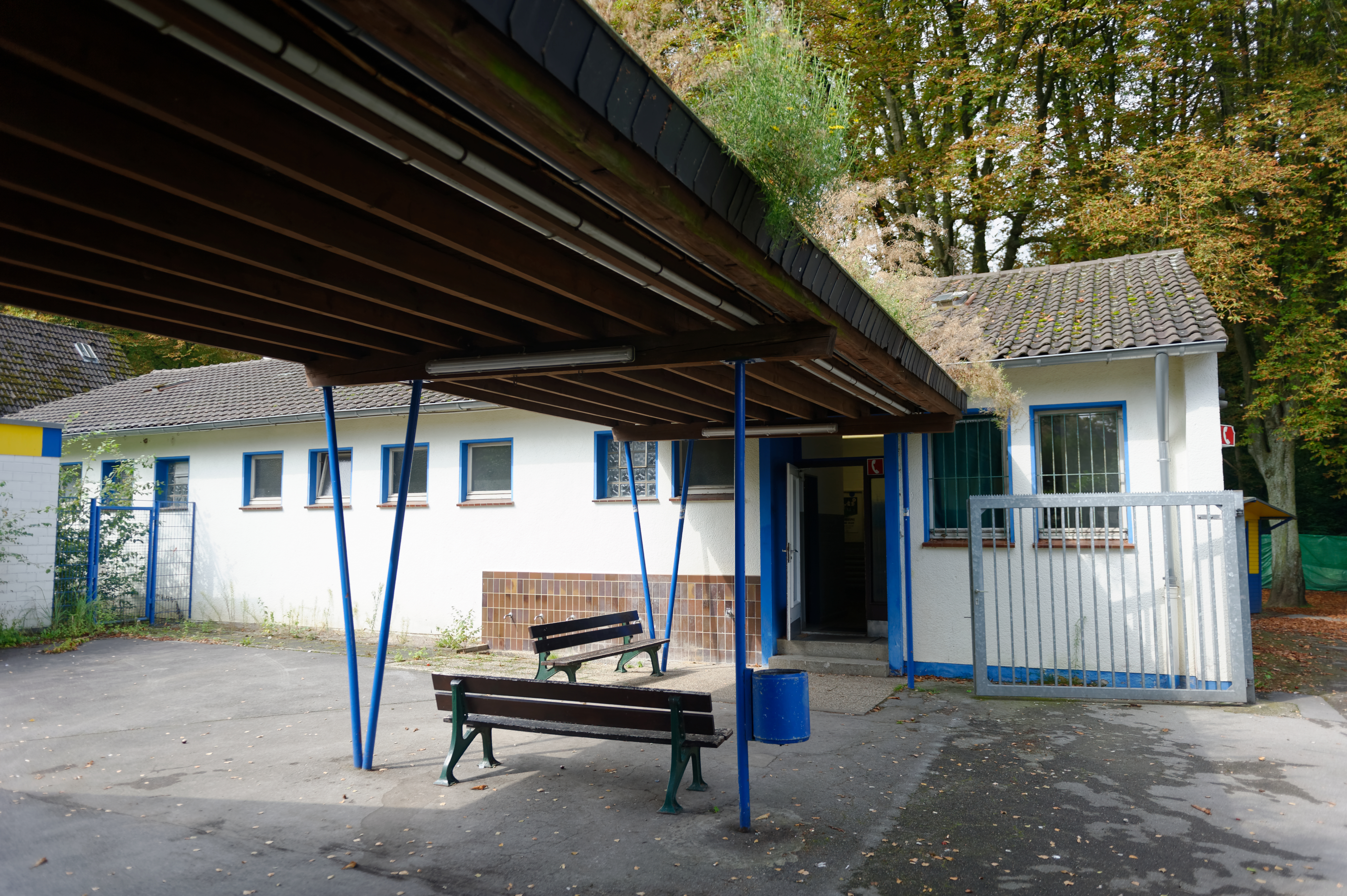
Umkleidekabinen
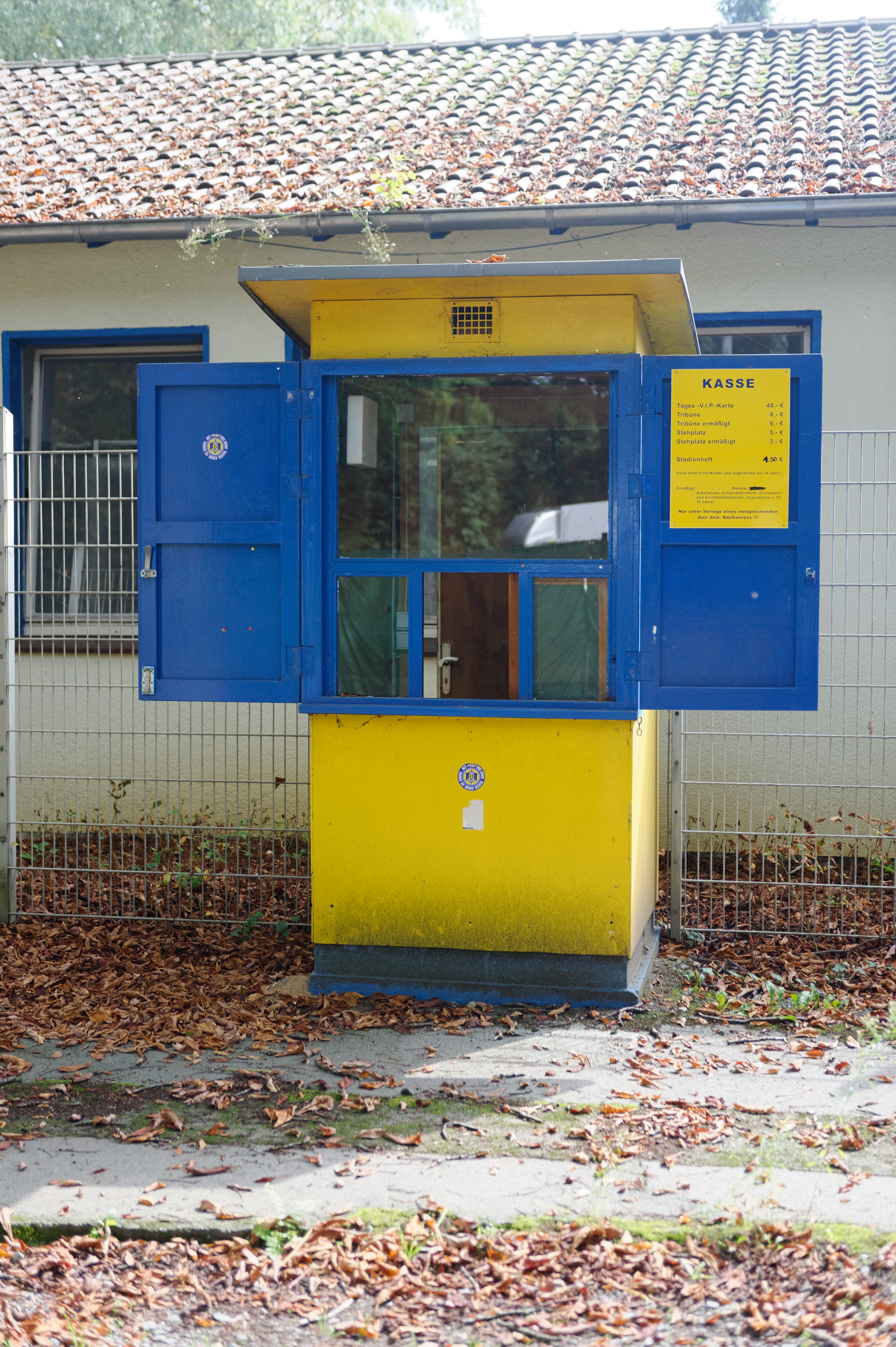
Eines der Kassenhäuschen